# Цепу
Цепу (рум. Țepu) — село у повіті Галац в Румунії. Входить до складу комуни Цепу.
Село розташоване на відстані 197 км на північний схід від Бухареста, 78 км на північний захід від Галаца, 133 км на південь від Ясс, 141 км на схід від Брашова.

## Населення
За даними перепису населення 2002 року у селі проживала 2301 особа, з них 2300 осіб (> 99,9%) румунів. Усі жителі села рідною мовою назвали румунську.